# Gouania phillipsonii
Gouania phillipsonii är en brakvedsväxtart som beskrevs av Buerki. Gouania phillipsonii ingår i släktet Gouania och familjen brakvedsväxter. Inga underarter finns listade i Catalogue of Life.